# Volžské Bulharsko
Volžské Bulharsko, Volžsko-kamské Bulharsko nebo Bulharská volžsko-kamská říše bylo státem turkického kočovného etnika Protobulharů, který se rozkládal od 2. poloviny 7. století až do roku 1238 kolem středního toku řeky Volhy, jižně od jejího soutoku s Kamou. Po vpádu Mongolů se stal součástí jejich chanátu Zlaté hordy.
Od náboženské konverze Bulharské volžsko-kamské říše roku 922 byli obyvatelé tohoto území sunnitští muslimové.

## Původ

### Historické dělení Protobulharů
Do 8. století byli Protobulhaři a příbuzensky blízké národy rozděleni do čtyř velkých skupin.

1. První skupinu tvořili Dunajští Protobulhaři.
2. Druhou skupinou byli Černí Protobulhaři, čili západní Protobulhaři na Ukrajině. Do této doby jejich stát prošel několika fázemi: knížectvími Altınoba a Duloba, říší Velkého Bulharska (Onogurie) a královstvím Kara Bulgar (683-855).
3. Třetí skupinou byli dagestánští Protobulhaři anebo Burdžané. Jejich stát se vyvinul do formy knížectví.
4. Čtvrtá skupina, úzce propojená s protobulharskými Utigy, kteří od 1. století žili v regionu středního Itilu (Volha), byli Buljaři. Založili stát, který se také vyvinul do formy knížectví. Vazalem Velkého Bulharska se stalo nejprve Buljarské knížectví a později království Kara Bulgar.

### Zánik Velkého Bulharska

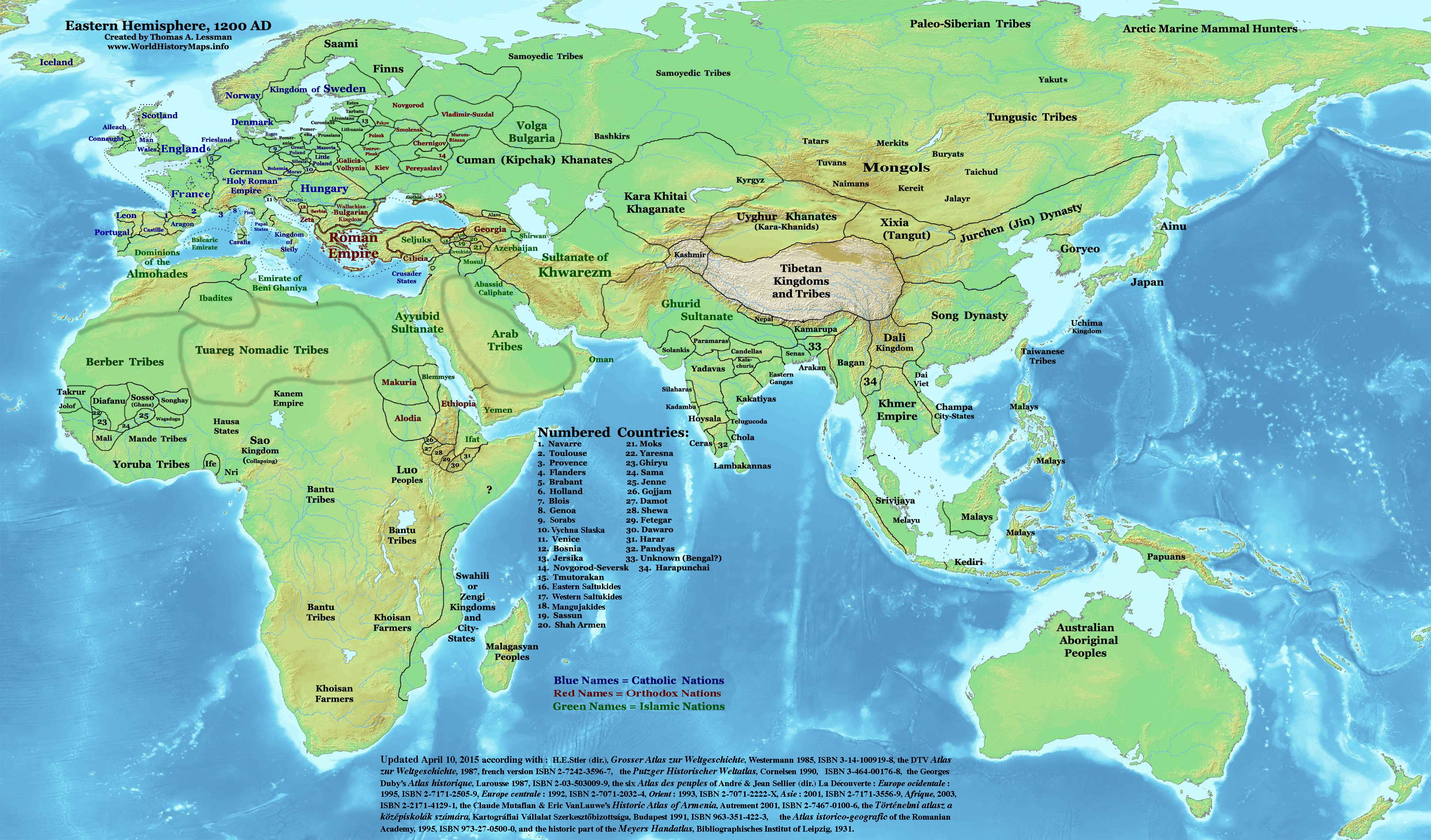
Volžské Bulharsko na mapě světa v roce 1200 n. l.

V polovině 5. století se po smrti Attily začala Hunská říše rozpadat na jednotlivé turkické státní útvary. Jedním z nich byla i Onogurie (Staré Velké Bulharsko) - nejstarší protobulharský stát, který se rozkládal mezi Černým a Kaspickým mořem. Svůj největší rozkvět zažila v polovině 7. století za chána Kubrata († 651 nebo 660).
Tento stát neměl dlouhého trvání a po smrti svého vládce se rozpadl. Vládu si rozdělilo mezi sebou jeho pět synů a takto oslabená říše se nedokázala ubránit náporu dalšího kočovného národa, Chazarů. Jeho kočovné obyvatelstvo se rozdělilo na dvě skupiny. První, pod vedením jednoho z Kubratových synů, chána Asparucha odtáhla do jihovýchodní Evropy, sjednotila se s místním osídlením a roku 681 zformovala bulharský stát, který na Balkáně trvá dodnes. 
Druhá skupina se pod vedením starších Kubratových synů Batbajana a Kotraga smíchala s chazarskými a sarmatskými (Alani) kmeny a zůstala na svém původním území. 

## Dějiny

### Založení volžsko-kamského státu
Část již zmíněné druhé skupiny v čele s chánem Kotragem se v 8. století přesunula po toku řeky Volhy na sever až na její soutok s Kamou, na území dnešního Tatarstánu a Baškortostánu, kde společně s dalšími turkickými a ugrofinskými skupinami na přelomu 9. a 10. století vytvořila první feudální útvar v severovýchodní Evropě: Bulharskou volžsko-kamskou říši s hlavním městem Bulgar. Černí Protobulhaři, v čele s Batbajanem, kteří se již usadili, zůstali v původních sídlech a byli Chazary podmaněni.

### Rozkvět Volžského Bulharska

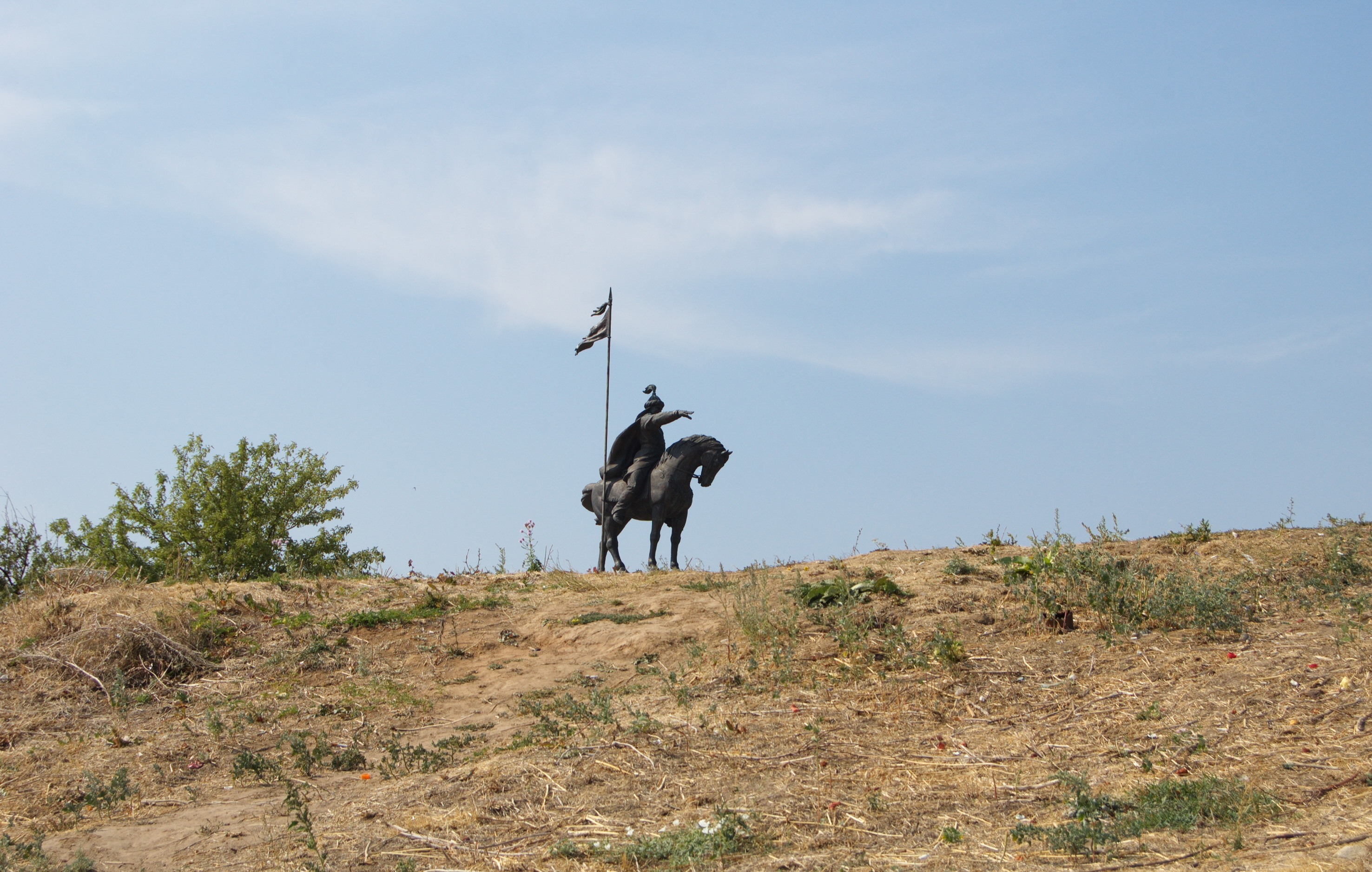
Památník Ibrahíma (Mumin-2), syna
Muhammeda (Abdullah ibn Michail)

Nový protobulharský chanát zůstal sice v poplatné závislosti na Chazarech, ale to mu v dalším rozvoji nebránilo. Podle svědectví, které zanechal arabský diplomat Ahmad Ibn Fadlán, bylo Volžsko-kamské Bulharsko počátkem 10. století kvetoucí zemí. Razilo vlastní stříbrné mince, budoval chrámy, školy, paláce a dokonce domy se systémem ústředního topení a kanalizací. Zprávy arabských cestovatelů hovoří o velkých kamenných městech Bulgaru a Biläru. Například druhé největší město Bilär bylo ve své době větší než Paříž či Kyjev. Výhodná poloha na říční obchodní tepně umožnila Protobulharům kontrolovat obchod probíhající mezi Skandinávií a ruským severem a významnými obchodními středisky Blízkého východu, například Derbentem na západním pobřeží Kaspického moře, Bagdádem či středoasijskou Chórezmskou říší, které se povětšinou nacházely pod nadvládou Arabů. Tento chanát profitoval také z obchodu se Střední Asií, Čínou i Evropou a dosáhl na svou dobu nevídané civilizační úrovně. Karavany obchodovaly se švédskými Varjagy a procházely zemí až do Íránu. Nález české mince z 11. století ve vykopávkách v Kazaňském kremlu svědčí o rozvinutém obchodu s centrální Evropou. Do Bulharska, ale také k Chazarům, přicházely též arabské kupecké karavany. 

### Islamizace
Roku 922 po diplomatických rozhovorech s Bagdádem přijalo Volžské Bulharsko za státní náboženství islám a staré turkické runové písmo bylo nahrazeno písmem arabským. Na příkaz bagdádského chalífy al-Muktadira zprostředkovalo poselstvo, jehož členem byl také Ibn Fadlán, vládnoucí elitě přijetí islámu. Následoval rozvoj věd, filozofie, literatury a umění; bulharské mešity šířily vzdělání a kulturu v sousedních zemích. Za vlády kyjevského knížete Svjatoslava (962–972/973) orientovaného na expanzi, došlo k přímému střetnutí Protobulharů s Rusy. Poté, co kníže Svjatoslav společně s Oguzy zlikvidoval říši Chazarů, dobyl a vyraboval Protobulgar. Protobulhaři, kteří dosud platili tribut Chazarům, byli dočasně zpoplatněni z Kyjeva. Byla uzavřena mírová smlouva s křesťanskou Kyjevskou Rusí a vzájemné „dobré“ vztahy přetrvaly přes 200 let.

### Konec státu
V první třetině 13. století však tento kvetoucí stát musel čelit kočovným nájezdníkům z východu. V zimě na rozmezí let 1237/38 chanát napadli Tataři, vedení princem Bátúem. Tři útoky bulharský stát odrazil, ale napočtvrté byl poražen. Tataři (Mongolové) volžsko-bulharský stát rozvrátili, zničili a začlenili jeho území i zbytky lidu do své veleříše, která tak právě zde zahájila své dobývání a pustošení východní a střední Evropy. Po dělení říše (1259) se toto území stalo součástí nástupnické Zlaté hordy („Džučiho ulusu“).

## Panovníci Bulharského volžsko-kamského chanátu
Během historie nesli panovníci několik titulů turkického původu, počínaje chánem, poté baltavarem, ilteberem a nakonec emírem. Krom protobulharských panovníků na území Bulharské volžsko-kamské říši vládli i mongolští a tatarští chánové.